# Copa Intercontinental de 1964
A quinta edição da Copa Intercontinental ocorreu em 1964. Foi disputada em duas partidas regulamentadas e uma de desempate. Participou, assim como nos outros anos, o campeão europeu e o sul-americano.[carece de fontes?]
A equipe italiana reconhece o título de 1964 como o primeiro título mundial da equipe. Em 27 de outubro de 2017, após uma reunião realizada na Índia, o Conselho da FIFA reconheceu os vencedores da Copa Intercontinental como campeões mundiais.

## História
Pela primeira vez, exceto na primeira Copa Intercontinental, participaram dois clubes que nunca disputaram essa competição.
Como nenhum dos dois havia estado na Intercontinental, e havia sido a primeira vez que eles venceram um campeonato continental, a expectativa era de uma partida muito equilibrada.
A Inter de Milão vinha com uma vitória de 3–1 sobre o maior campeão europeu: o Real Madrid. Enquanto isso, o Independiente acabar de chegar de uma final árdua contra o Nacional: 0–0 no primeiro jogo e 1–0 no segundo.
Depois de três jogos, a Inter de Milão se sagrou campeã.

## Participantes
| Confederação | Equipe         | Classificação                                   | Participação |
| ------------ | -------------- | ----------------------------------------------- | ------------ |
| CONMEBOL     | Independiente  | Campeão da Copa Libertadores da América de 1964 | 1ª           |
| UEFA         | Internazionale | Campeão da Taça dos Campeões Europeus 1963-64   | 1ª           |

## Chaveamento
|  | A Classificação[NOTA] | A Classificação[NOTA] | A Classificação[NOTA] | A Classificação[NOTA] |   |                | Copa Intercontinental 1964 | Copa Intercontinental 1964 | Copa Intercontinental 1964 | Copa Intercontinental 1964 |
|  |                       |                       |                       |                       |   |                |                            |                            |                            |                            |
|  | Internazionale        | 3                     | –                     | –                     |   |                |                            |                            |                            |                            |
|  | Real Madrid           | 1                     | –                     | –                     |   |                |                            |                            |                            |                            |
|  | Real Madrid           | 1                     | –                     | –                     |   | Internazionale | 0                          | 2                          | 1                          |                            |
|  |                       |                       |                       |                       |   | Internazionale | 0                          | 2                          | 1                          |                            |
|  |                       | Independiente         | 1                     | 0                     | 0 |                |                            |                            |                            |                            |
|  | Independiente         | Independiente         | 1                     | 0                     | 0 | 0              | 1                          | –                          |                            |                            |
|  | Independiente         |                       |                       |                       |   | 0              | 1                          | –                          |                            |                            |
|  | Nacional              | 0                     | 0                     | –                     |   |                |                            |                            |                            |                            |

Notas
- NOTA^  Essas partidas não foram realizadas pela Copa Intercontinental. Ambas as partidas foram realizadas pelas finais da Liga dos Campeões da Europa e Copa Libertadores da América daquele ano.

## Finais
1° jogo
| 9 de setembro de 1964 | Independiente | 1 – 0 | Internazionale | La Doble Visera, Avellaneda (Argentina)   |
|                       | Rodríguez 59' |       |                | Público: ≈65,000 Árbitro: Armando Marques |

|  | Independiente | Internazionale |

| INDEPENDIENTE: |  |           |
|                |  |           |
| G              |  | Santoro   |
| LD             |  | Guzmán    |
| Z              |  | Rolan     |
| Z              |  | Ferreiro  |
| LE             |  | Acevedo   |
| M              |  | Maldonado |
| M              |  | Bernao    |
| A              |  | Mura      |
| A              |  | Prospitti |
| A              |  | Rodríguez |
| A              |  | Savoy     |
| Treinador:     |  |           |
| Manuel Giúdice |  |           |

| INTERNAZIONALE: |  |               |
|                 |  |               |
| G               |  | Sarti         |
| LD              |  | Burgnich      |
| Z               |  | Facchetti     |
| Z               |  | Tagnin        |
| LE              |  | Guarneri      |
| M               |  | Picchi        |
| M               |  | Jair da Costa |
| A               |  | Mazzola       |
| A               |  | Peiró         |
| A               |  | Suárez        |
| A               |  | Corso         |
| Treinador:      |  |               |
| Helenio Herrera |  |               |

2° jogo
| 23 de setembro de 1964 | Internazionale         | 2 – 0 | Independiente | San Siro, Milão (Itália)            |
|                        | Mazzola 8' · Corso 34' |       |               | Público: 50,164 Árbitro: Gyula Gere |

|  | Internazionale | Independiente |

| INTERNAZIONALE: |  |               |
|                 |  |               |
| G               |  | Sarti         |
| LD              |  | Burgnich      |
| Z               |  | Facchetti     |
| Z               |  | Malatrasi     |
| LE              |  | Guarneri      |
| M               |  | Picchi        |
| M               |  | Jair da Costa |
| A               |  | Mazzola       |
| A               |  | Milani        |
| A               |  | Suárez        |
| A               |  | Corso         |
| Treinador:      |  |               |
| Helenio Herrera |  |               |

| INDEPENDIENTE: |  |           |
|                |  |           |
| G              |  | Santoro   |
| LD             |  | Paflik    |
| Z              |  | Decaría   |
| Z              |  | Ferreiro  |
| LE             |  | Acevedo   |
| M              |  | Maldonado |
| M              |  | Suárez    |
| A              |  | Mura      |
| A              |  | Prospitti |
| A              |  | Rodríguez |
| A              |  | Savoy     |
| Treinador:     |  |           |
| Manuel Giúdice |  |           |

Jogo de desempate
| 26 de setembro de 1964 | Internazionale    | 1 – 0                 | Independiente | Santiago Bernabéu, Madrid (Espanha)              |
| 20:30 h (UTC+1)        | Corso 110' (pror) | 0-0 1–0 (prorrogação) |               | Público: ≈25,000 Árbitro: José Ortiz de Mendíbil |

|  | Internazionale | Independiente |

| INTERNAZIONALE: |  |            |
|                 |  |            |
| G               |  | Sarti      |
| LD              |  | Tagnin     |
| Z               |  | Facchetti  |
| Z               |  | Malatrasi  |
| LE              |  | Guarneri   |
| M               |  | Picchi     |
| M               |  | Domenghini |
| A               |  | Peiró      |
| A               |  | Milani     |
| A               |  | Suárez     |
| A               |  | Corso      |
| Treinador:      |  |            |
| Helenio Herrera |  |            |

| INDEPENDIENTE: |  |           |
|                |  |           |
| G              |  | Santoro   |
| LD             |  | Guzmán    |
| Z              |  | Decaría   |
| Z              |  | Paflik    |
| LE             |  | Acevedo   |
| M              |  | Maldonado |
| M              |  | Bernao    |
| A              |  | Suárez    |
| A              |  | Prospitti |
| A              |  | Rodríguez |
| A              |  | Savoy     |
| Treinador:     |  |           |
| Manuel Giúdice |  |           |

## Campeão
| Copa Intercontinental de 1964 |
| Itália                        |
| ----------------------------- |
| Internazionale (1º título)    |